# 莱布尼茨催化研究所
莱布尼茨催化研究所（德語：Leibniz-Institut für Katalyse）位于德国梅克伦堡-前波美拉尼亚州罗斯托克，是德国莱布尼茨学会下属的一所科学研究所，同时也附属于罗斯托克大学，主要开展应用化学催化方面的科学研究。

## 历史
1952年研究无机化学的Günther Rienacker教授和研究有机化学的Wolfgang Langenbeck教授在罗斯托克共同创立了催化研究所，这是欧洲境内第一所专门致力于研究催化科学的科研机构。1959年该研究所的无机催化研究部门和有机催化研究部门被分离。诸如有机金属化学方面的均相催化研究随同Günther Rienacker教授留在罗斯托克，并以此成立了有机催化研究所，非均相催化的研究随Günther Rienacker教授迁至柏林并以此为基础建立起了无机催化研究所。这两家研究所后来均成为位于柏林的东德科学院的一部分。1991年东西德统一，东德科学院随之解散。1992年非均相催化中心在柏林成立，两年后该中心随同其他三个化学中心共同建立起了柏林-阿德列尔肖夫应用化学研究所（德语：Institut für Angewandte Chemie Berlin-Adlershof e.V.，德语缩写：ACA）。
随着东德科学院的关闭，罗斯托克的催化研究所成为一所位于梅克伦堡-前波美拉尼亚州的国家研究机构。1992年至1997年马克斯普朗克学会通过建立“络合物催化”和“不对成催化”这两个研究工作组对罗斯托克的研究所进行了稳定和现代化改造。自1998年中起，马蒂亚斯·贝勒开始领导罗斯托克的催化研究所。经过一番对该所研究工作的积极评估，2003年1月1日，该所以罗斯托克大学附属莱布尼茨有机催化研究所（德语：Leibniz-Institut für Organische Katalyse an der Universität Rostock e.V., 德语缩写：IfOK）的身份正式被接纳为莱布尼茨学会的成员。2005年5月莱布尼茨催化研究所迁入位于罗斯托克南城的新楼。
2005年12月6日柏林-阿德列尔肖夫应用化学研究所和罗斯托克大学附属莱布尼茨有机催化研究所正式合并，并以罗斯托克大学附属莱布尼茨催化研究所的名称（德语缩写：LIKAT）在罗斯托克注册和获得法律认可。

## 组织结构及经费
作为罗斯托克大学附属的研究机构，莱布尼茨催化研究所以注册协会（德语：eingetragener Verein）的法律形式存在，设有相应的董事会和科学顾问委员会。研究所有约300名员工及访问学者，每年的经费预算约一千八百万欧元并另有约7.5亿欧元的第三方研究资助。

## 研究领域及重要研究成果
目前莱布尼茨催化研究所的研究工作主要集中于以下领域：
- 应用均相催化[4]
- 手性催化
- 原位催化研究
- 有机合成
- 催化反应的振动光谱
- 可再生资源和生物质的增值利用及其催化反应[5]
- 配位化学催化[6][7]
- 多相催化过程
- 催化剂的开发和反应技术

重要的研究成果包括由Horst Pracejus教授在二十世纪六十年代以含有多个手性中心的单糖为骨架制备的手性双齿膦配体,该配体曾被工业应用于铑催化的不对称氢化合成L-多巴